# Ітуеро-де-Асаба
Ітуеро-де-Асаба (ісп. Ituero de Azaba) — муніципалітет в Іспанії, у складі автономної спільноти Кастилія-і-Леон, у провінції Саламанка. Населення — 238 осіб (2010).
Муніципалітет розташований на відстані близько 250 км на захід від Мадрида, 100 км на південний захід від Саламанки.
На території муніципалітету розташовані такі населені пункти: (дані про населення за 2010 рік)
- Дуенья-де-Абахо: 0 осіб
- Ітуеро-де-Асаба: 238 осіб

## Демографія
Динаміка населення (INE ):

## Зовнішні посилання
- Провінційна рада Саламанки: індекс муніципалітетів [Архівовано 23 квітня 2009 у Wayback Machine.]
- Посилання на Google Maps